# Tour de Yorkshire 2015
Il Tour de Yorkshire 2015 fu la prima edizione della breve corsa a tappe britannica. Fu  vinto dal norvegese Lars Petter Nordhaug davanti a Samuel Sánchez e a Thomas Voeckler.

## Tappe
| Tappa  | Data     | Percorso                  | km  | Vincitore di tappa   | Leader cl. generale  |
| ------ | -------- | ------------------------- | --- | -------------------- | -------------------- |
| 1ª     | 1 maggio | Bridlington > Scarborough | 174 | Lars Petter Nordhaug | Lars Petter Nordhaug |
| 2ª     | 2 maggio | Selby > York              | 174 | Moreno Hofland       | Lars Petter Nordhaug |
| 3ª     | 3 maggio | Wakefield > Leeds         | 167 | Ben Hermans          | Lars Petter Nordhaug |
| Totale | Totale   | Totale                    | 515 |                      |                      |

## Dettagli delle tappe

### 1ª tappa
- 1 maggio:Bridlington > Scarborough - 174 km

Risultati
| Pos. | Corridore            | Squadra  | Tempo    |
| ---- | -------------------- | -------- | -------- |
| 1    | Lars Petter Nordhaug | Team Sky | 4h22'38" |
| 2    | Thomas Voeckler      | Europcar | s.t.     |
| 3    | Stéphane Rossetto    | Cofidis  | s.t.     |

| Pos. | Corridore            | Squadra  | Tempo    |
| ---- | -------------------- | -------- | -------- |
| 1    | Lars Petter Nordhaug | Team Sky | 4h22'38" |
| 2    | Thomas Voeckler      | Europcar | a 4"     |
| 3    | Stéphane Rossetto    | Cofidis  | a 6"     |

### 2ª tappa
- 2 maggio:Selby > York - 174 km

Risultati
| Pos. | Corridore       | Squadra  | Tempo    |
| ---- | --------------- | -------- | -------- |
| 1    | Moreno Hofland  | Lotto NL | 3h57'58" |
| 2    | Matteo Pelucchi | IAM      | s.t.     |
| 3    | Ramon Sinkeldam | Giant    | s.t.     |

| Pos. | Corridore            | Squadra  | Tempo    |
| ---- | -------------------- | -------- | -------- |
| 1    | Lars Petter Nordhaug | Sky      | 8h20'26" |
| 2    | Samuel Sánchez       | BMC      | a 10"    |
| 3    | Thomas Voeckler      | Europcar | s.t.     |

### 3ª tappa
- 3 maggio:Wakefield > Leeds - 167 km

Risultati
| Pos. | Corridore         | Squadra | Tempo    |
| ---- | ----------------- | ------- | -------- |
| 1    | Ben Hermans       | BMC     | 3h57'58" |
| 2    | Greg Van Avermaet | BMC     | a 9"     |
| 3    | Julien Simon      | Cofidis | s.t.     |

| Pos. | Corridore            | Squadra  | Tempo     |
| ---- | -------------------- | -------- | --------- |
| 1    | Lars Petter Nordhaug | Sky      | 12h47'56" |
| 2    | Samuel Sánchez       | BMC      | a 11"     |
| 3    | Thomas Voeckler      | Europcar | a 11"     |

## Classifiche finali

### Classifica generale
| Pos. | Corridore            | Squadra    | Tempo     |
| ---- | -------------------- | ---------- | --------- |
| 1    | Lars Petter Nordhaug | Sky        | 12h47'56" |
| 2    | Samuel Sánchez       | BMC        | a 11"     |
| 3    | Thomas Voeckler      | Europcar   | a 11"     |
| 4    | Stéphane Rossetto    | Cofidis    | a 13"     |
| 5    | Philip Deignan       | Sky        | a 35"     |
| 6    | Ben Hermans          | BMC        | a 1'05"   |
| 7    | Greg Van Avermaet    | BMC        | a 1'15"   |
| 8    | Erick Rowsell        | Madison    | a 1'21"   |
| 9    | Huub Duyn            | Roompot    | s.t.      |
| 10   | Richard Handley      | JLT-Condor | a 1'27"   |

### Classifica a punti
| Pos. | Corridore            | Squadra | Punti |
| ---- | -------------------- | ------- | ----- |
| 1    | Lars Petter Nordhaug | Sky     | 21    |
| 2    | Greg Van Avermaet    | BMC     | 17    |
| 3    | Ben Hermans          | BMC     | 15    |

### Classifica scalatori
| Pos. | Corridore       | Squadra | Punti |
| ---- | --------------- | ------- | ----- |
| 1    | Nicolas Edet    | Cofidis | 26    |
| 2    | Ian Bibby       | NFTO    | 16    |
| 3    | Lawson Craddock | Giant   | 11    |

### Classifica a squadre
| Pos. | Squadra         | Tempo     |
| ---- | --------------- | --------- |
| 1    | Team Sky        | 38h26'03" |
| 2    | BMC Racing Team | a 32"     |
| 3    | Cofidis         | a 2'25"   |